# Laksmi Rodríguez
Laksmi Rodríguez de la Sierra Solórzano (sinh ngày 19 tháng 11 năm 1985 tại San Cristóbal) là người mẫu Venezuela và Hoa hậu Quốc tế Venezuela 2008. Cô dự thi cuộc thi sắc đẹp Hoa hậu Quốc tế 2009, vào ngày 28 tháng 11, tại Thành Đô, (Trung Quốc) và được xếp vào Top 15 thí sinh bán kết.
Rodríguez, cao 5 ft 10 in (1,78 m), tham dự cuộc thi sắc đẹp quốc gia Hoa hậu Venezuela 2008, vào ngày 10 tháng 9 năm 2008 và đạt danh hiệu Hoa hậu Quốc tế Venezuela. Cô đại diện cho bang Monagas. Rodríguez học ngành Truyền thông xã hội tại Đại học Santa María, ở Caracas. Cô ấy đứng 178   cm (5'10 ") và số đo của cô là 90-61-90.